# Stăpân
Stăpânul se referea în Evul Mediu la cei situați mai sus față de cei mai jos, cei care poruncesc față de sclavi.  